# Bhuj

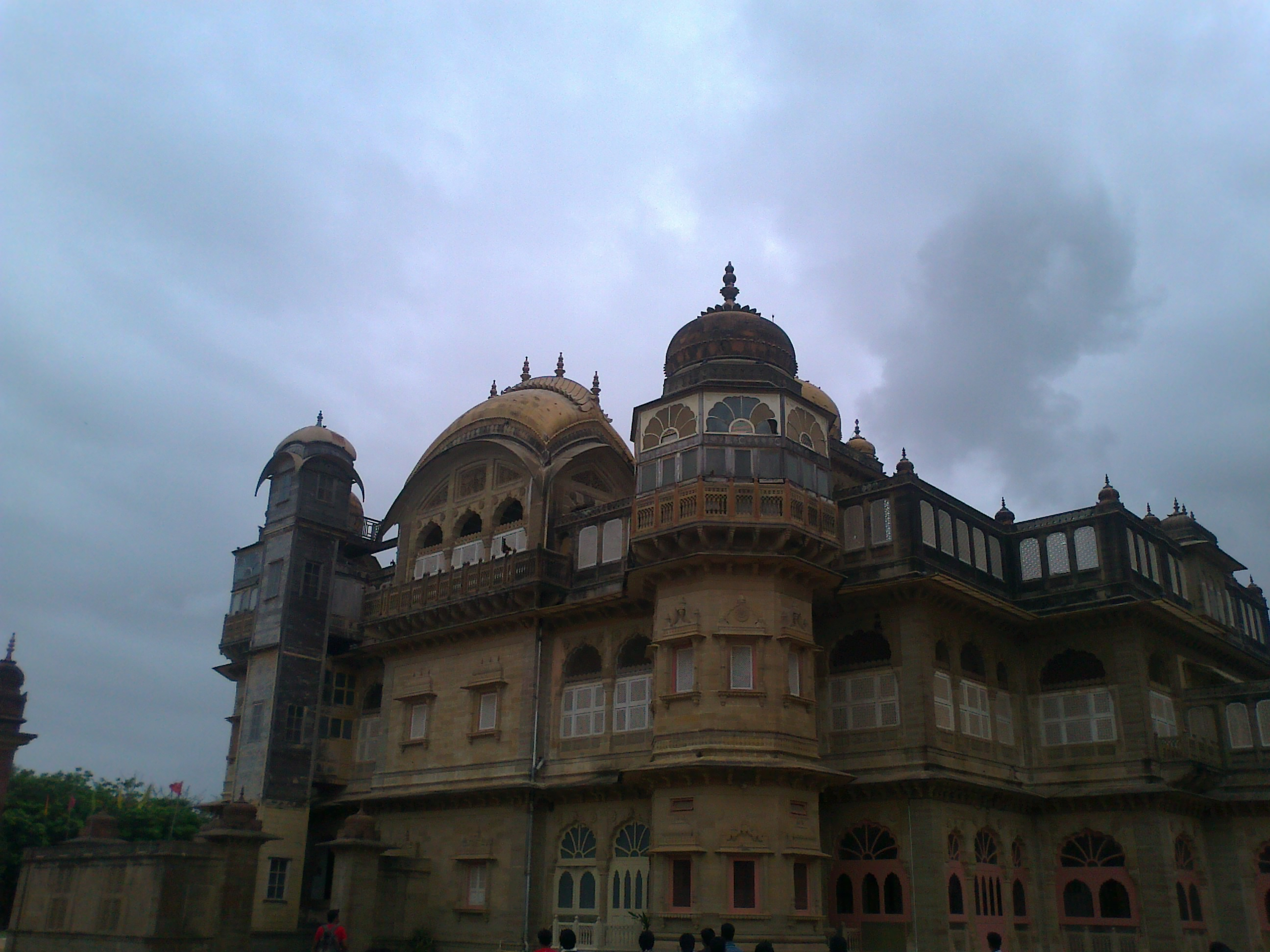
Palats i Bhuj.

Bhuj är en stad i delstaten Gujarat i Indien, och är den administrativa huvudorten för distriktet Kachchh. Folkmängden uppgick till 143 286 invånare vid folkräkningen 2011, med förorter 188 236 invånare.